# 仙台病毒
仙台病毒（Sendai virus，簡稱SeV）又稱鼠呼吸道病毒（murine respirovirus）、鼠副流感病毒一型（murine parainfluenza virus type 1）與日本凝血性病毒（hemagglutinating virus of Japan，HVJ），為副黏液病毒科呼吸道病毒屬的一種病毒，屬負鏈單股RNA病毒，以鼠類為宿主（也有感染狨的紀錄），不會感染人類與家畜。此病毒於1950年代在日本仙台市被發現，後來被用做病毒學研究的一種模式病毒。

## 病毒學

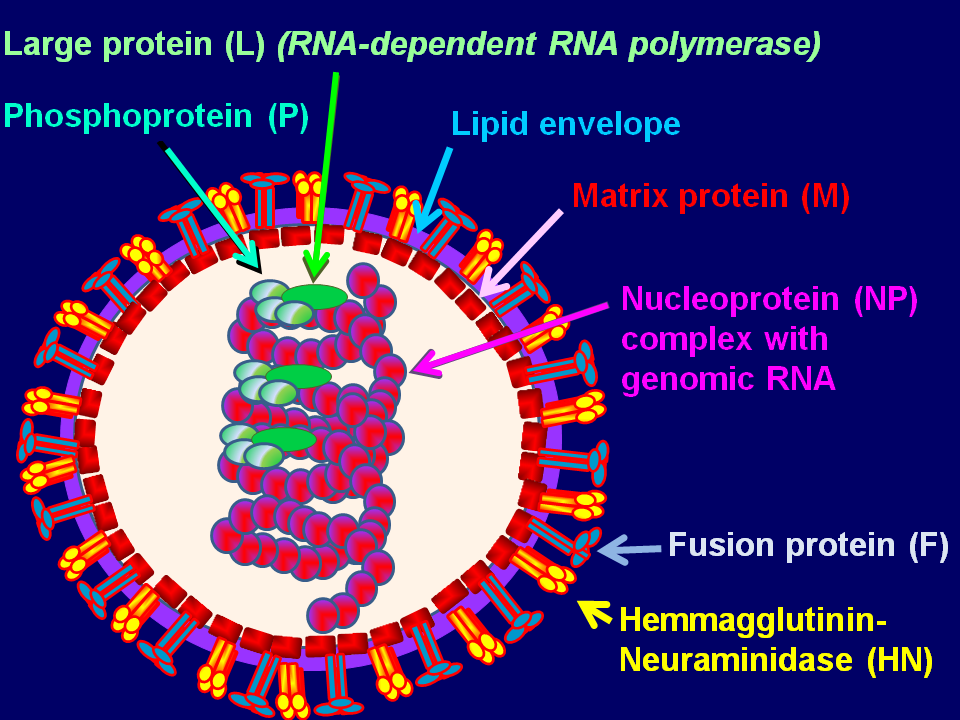
仙台病毒結構示意圖

仙台病毒具有包膜，包膜上具有血凝素-神經胺酸酶（HN）蛋白與融合蛋白（fusion protein，FN），前者兼具血球凝集素與神經胺酸酶的活性，可與宿主細胞結合並水解其表面的唾液酸以幫助感染；後者也是病毒感染宿主細胞所需的醣蛋白。包膜內側的基質蛋白（M）有穩定包膜結構的功能。病毒的核殼由基因組RNA與核殼蛋白（NP）、磷蛋白（P）、大蛋白（L）及C蛋白組成，其中大蛋白為病毒RNA複製酶的活性亞基，磷蛋白亦為RNA複製酶的組成部分。

### 基因組

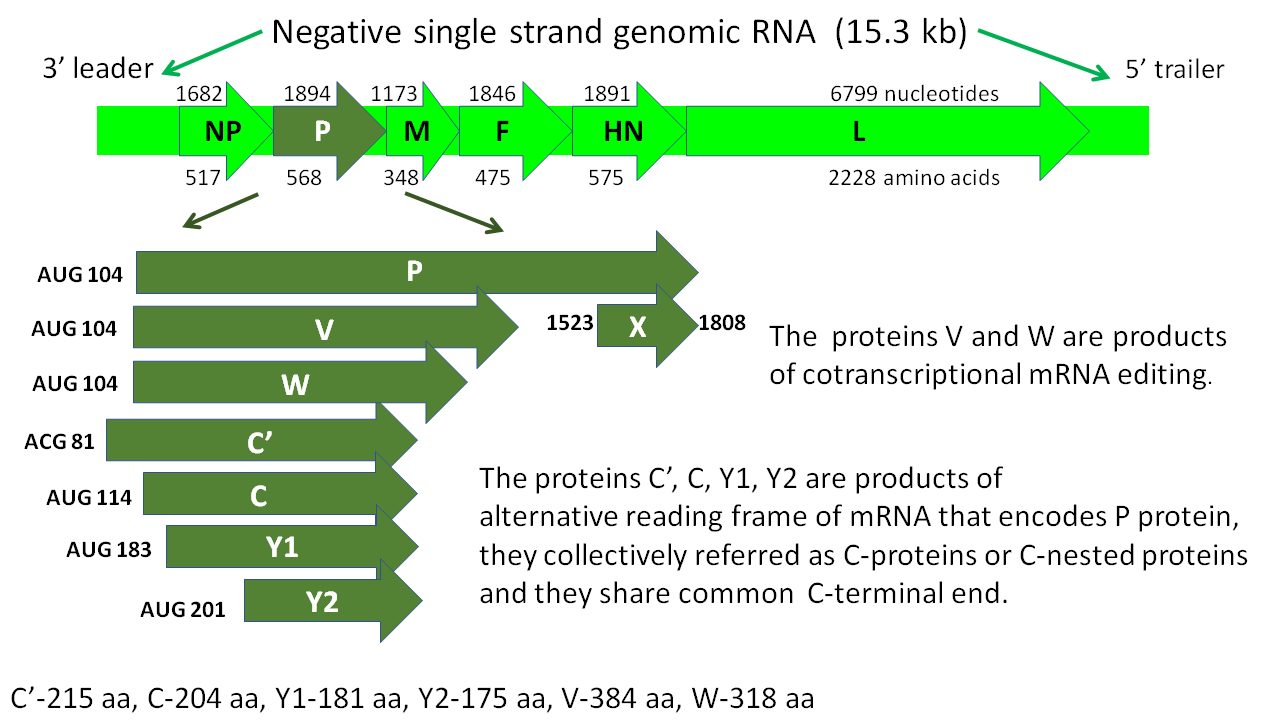
仙台病毒的基因組與表現的的蛋白

仙台病毒的基因組為不分段的負鏈單股RNA，長約15,384nt，5′非轉譯區與3′非轉譯區分別長約50nt，共有6個編碼蛋白的基因，分別編碼核殼蛋白（NP）、磷蛋白（P）、基質蛋白（M）、融合蛋白（F）、血凝素-神經胺酸酶（HN）與大蛋白（L），基因排序為3′-NP-P-M-F-HN-L-5′。
編碼P蛋白的基因可以不同的開放閱讀框編碼其他蛋白質，此基因有5個起始密碼子，除編碼P蛋白外另外4個起始密碼子可編碼C、C'、Y1與Y2等4種蛋白（其中P、C、C'蛋白的開放閱讀框不同是渗漏扫描所致，Y1與Y2蛋白則是在轉譯起始時發生核糖體分流），此外P蛋白的信使核糖核酸轉錄時可能經RNA編輯而加入1或2個G而分別產生V蛋白與W蛋白，且其mRNA的末端可獨立轉譯出另一X蛋白。這些由P蛋白基因衍生的蛋白皆為非結構蛋白，有協助感染宿主細胞、抑制宿主免疫反應等功能，其中C蛋白會少量表現於病毒的核殼上。

## 應用
仙台病毒感染會使真核細胞融合成合胞體，因而被用於杂交瘤技术以量產單株抗體。另外仙台病毒還在細胞實驗中被用作載體，將目標基因轉至細胞中，已被用於細胞螢光染色、製造誘導性多能幹細胞（iPSC）與CRISPR等技術，也可用於製作疫苗，目前已有研究團隊開發針對副流感病毒一型（HPV1）、人類免疫缺乏病毒、人類呼吸道合胞病毒（RSV）、結核病與SARS-CoV-2（復旦大學團隊）的仙台病毒載體疫苗。

## 研究歷史
1952年，仙台市東北大學的研究人員M. Kuroya與石田名香雄嘗試從一名患肺炎逝世的嬰兒肺樣本中分離病原，將分離的病原轉至小鼠中。但1954年國立保健醫療科學院的學者提出另一假說，認為實驗中使用的小鼠可能原本即感染病毒，而非來自病人樣本，並將此病毒分離、命名為仙台病毒，此理論後來受到許多實驗結果支持，因此歷史緣由，仙台病毒曾一度被認為是感染人類的病毒。另外因1950年代日本豬流感疫情中，許多豬隻體內被發現有抗仙台病毒的抗體，過去還認為仙台病毒可感染豬，但後續研究顯示這些豬隻應為被豬副流感病毒（porcine parainfluenza）等其他類似病毒感染。